# Обстріли Берислава (2022 рік)
Ця стаття є частиною сторінки Обстріли Берислава з 24 лютого 2022 року, яка є частиною Історії Берислава.
Обстріли Берислава за 2022 рік — низка терористичних атак на місто Берислав та район військами РФ, що почалися під час російського вторгнення в Україну з 24 лютого 2022 року та тривають понині.
Берислав до вторгнення Росії в Україну був осередком освіти Херсонщини з двома коледжами.
Зараз місто зазнало значних руйнувань, заміновані околиці, відсутні комунальні послуги. Під час окупації в місті була гостра нестача продуктів та ліків. Після деокупації місто зазнало нових випробувань, зокрема, відсутності електроенергії та води. Зараз Берислав перебуває під постійними обстрілами, внаслідок яких багато будинків пошкоджено, є поранені та загиблі. Багато людей в місті відмовляються покидати свої домівки, незважаючи на обстріли.

## Хронологія

#### Лютий 2022

##### 24 лютого2022року
24 лютого 2022 року місто було окуповане російськими військами, які зайшли зі сторони тимчасово окупованого Криму.
На сторінці Херсонської обласної державної адміністрації у Facebook була оприлюднена оперативна інформація щодо ситуації у районах області. Основні події такі:
Бериславський район:
- Велика колона бронетехніки перетнула Каховську ГЕС та направилась в бік Великої Олександрівки;
- Стрілянина та активні бойові дії відсутні;
- Щодо перебування техніки в місті Берислав точна інформація відсутня.[2]

##### 25 лютого2022року
25 лютого 2022 року окупанти бомбардували Козацьке і Шилове на Херсонщині. У місті Берислав ситуація спокійна, але на краю міста раніше стояли війська РФ, які зараз відійшли в сторону Шилової Балки. Мер Берислава повідомив, що в місті немає поліції або військкомата, і люди, які хочуть стати на захист, не знають, куди звернутися.
Місцеві жителі розповіли, що Козацьке і Шилове сильно бомблять, іде наступ. Таврійськ перебуває під контролем російських військ, а ГЕС також опинилася під Росією. Нова Каховка повністю засипана, і там нагнали стільки танків і градів, що майже на кожній вулиці стоять ворожі технічні засоби. Жителі Таврійська сидять у підвалах, оскільки на околицях міста рухаються танки.

##### 28 лютого2022 року
Електропостачання:
Більшість населених пунктів мають електропостачання.
Часткове відключення електроенергії спостерігається в:
- Генічеському районі (через пошкодження лінії 150 кВт на ділянці Мелітополь–Сокологірне);
- Східному мікрорайоні Херсона;
- Селищі Антонівка.

Відсутнє електропостачання в:
- Селищі Чорнобаївка;
- Олешківській міській громаді.

Водопостачання:
Більшість населених пунктів мають водопостачання.
Перебої з водопостачанням спостерігаються в:
- Олешківській міській громаді;
- Селищі Антонівка.

Відсутнє водопостачання в: Селищі Чорнобаївка.
Газопостачання:
Більшість населених пунктів мають газопостачання.
Відсутнє газопостачання в:
Олешківській міській громаді.
Інші питання:
- У деяких районах спостерігається дефіцит продуктів харчування, хліба та медикаментів;
- Є проблеми з підвозом продуктів та палива;
- В деяких населених пунктах створені добровільні дружини для охорони правопорядку;
- Працюють аптеки, продуктові магазини, лікарні та інші важливі структури;
- Зв'язок відсутній в деяких населених пунктах.[4]

Ситуація в регіоні:
- Ведуться бойові дії в районі Козацьке–Веселе (Каховський район);
- Спостерігається велике переміщення ворожої військової техніки;
- В цілому, системи постачання (вода, електрика, газ) в більшості населених пунктів працюють;
- Відсутнє електропостачання в 133 населених пунктах, з них 13 частково;
- Перебої з водопостачанням спостерігаються в деяких районах;
- Дефіцит продуктів харчування, хліба та медикаментів відчувається в багатьох населених пунктах;
- Є проблеми з вивозом сміття.

Ситуація по районах:
Бериславський район
- Берислав: Стрілянина та бойові дії відсутні. З'являються підозрілі особи. Формується служба охорони громадського правопорядку з місцевих жителів. Усі системи постачання працюють. Працюють аптеки, продуктові магазини, хлібозавод, лікарні. Відновлено подачу електроенергії до багатьох сіл. Інтернет і зв'язок у нормі;
- Борозенська ОТГ, Великоолександрівська ОТГ, Високопільська ОТГ, Кочубіївська ОТГ, Міловська ОТГ, Нововоронцовська ОТГ, Новоолександрівська ОТГ, Новорайська ОТГ: Стрілянина та бойові дії відсутні, ворожий транспорт відсутній. Енергопостачання, газопостачання, водопостачання в нормі. Працюють аптеки, продовольчі магазини. Організовано служби охорони громадського правопорядку з місцевих жителів, забезпечені транспортом;
- Калинівська ОТГ: Не газифіковані, газ у балонах, виникають проблеми з їх заповненням. Проблеми з медикаментами (інсулін, препарати для астми). Діти зі школи–інтернату евакуйовані. Активна допомога військовим продуктами та одягом, здавання донорської крові. Демонтовано дорожні знаки. Створено службу охорони громадського правопорядку з місцевих жителів, є транспорт. Електроенергія та водопостачання в нормі;
- Тягинська ОТГ: Стрілянина та бойові дії відсутні. Створено службу охорони громадського правопорядку з місцевих жителів. Проблеми з хлібом та медикаментами. У місцевому кафе печуть хліб, але закінчується мука. Електроенергія та водопостачання в нормі.

Важливі моменти:
- Створюються добровільні дружини для охорони правопорядку;
- Відновлюється робота пошкоджених систем постачання;
- Місцеві жителі допомагають один одному з продуктами, медикаментами та іншими необхідними речами.[5]

#### Березень 2022

##### 1 березня 2022 року
Бериславський район: Місто Берислав: Всі системи забезпечення працюють (світло та газопостачання є). Аптеки, продуктові магазини, хлібозавод та лікарні також функціонують.
Інші селища (Борозенська, Великоолександрівська, Високопільська, Кочубеївська, Милівська, Н. Воронцовська, Н. Олександрівська, Новорайська): Енергопостачання, газопостачання та водопостачання у безперебійному стані. Проблем з борошном для випікання хліба немає.
Загалом, ситуація залишається стабільною, але потреба в підвозі ліків та продуктів харчування продовжує існувати.
Станом на 19:00 1 березня 2022 року:
Бериславський район: м. Берислав: Всі системи працюють, інтернет та зв'язок в нормі.
Борозенська, Великоолександрівська, Високопільська, Кочубеївська, Милівська, Н. Воронцовська, Н. Олександрівська, Новорайська СТГ: Енергопостачання, газопостачання, водопостачання у безперебійному стані.

##### 2 березня 2022 року
На 2 березня 2022 року о 09:00 годині, Херсонська обласна державна адміністрація надала оперативну інформацію про ситуацію в районах Херсонщини. Основні деталі:
Бериславський район: Всі системи працюють. Є газ, електроенергія. Аптеки, магазини, лікарні працюють. Інтернет і зв'язок працюють.
Борозенська СТГ, Великоолександрівська СТГ, Високопільська СТГ, Кочубеївська СТГ, Милівська СТГ, Н. Воронцовська СТГ, Н. Олександрівська СТГ, Новорайська СТГ: Енергопостачання, газопостачання, водопостачання працюють безперебійно. Проблем з хлібом немає.
Тягинська СТГ: Не газифіковані, але електроенергія та водопостачання безперебійні. Проблеми з хлібом та медикаментами. Ворожа техніка перебуває на місцевому току.
Станом на 23:00 2 березня 2022 року:
Бериславський район: Місто Берислав: Всі системи забезпечення працюють (світло, водопостачання та газопостачання є). Аптеки, продуктові магазини, хлібозавод та лікарні функціонують. Інтернет та зв'язок в нормі (Укртелеком).
Сільські територіальні громади (СТГ):
- Борозенська СТГ, Великоолександрівська СТГ, Високопільська СТГ, Кочубеївська СТГ, Милівська СТГ, Н. Воронцовська СТГ, Н. Олександрівська СТГ, Новорайська СТГ: Енергопостачання, газопостачання та водопостачання безперебійні. Проблем з борошном для випікання хліба немає;
- Калинівська СТГ: Зв'язок відсутній о 17:00, але електроенергія та водопостачання безперебійні. Проблеми з хлібом вирішено, але є проблеми з медикаментами;
- Тягинська СТГ: Не газифіковані, але електроенергія та водопостачання безперебійні. Проблеми з хлібом та медикаментами. Продукти в магазинах роздаються бойовиками.[9]

##### 4 березня 2022 року
Електропостачання: В різних районах Херсонщини є проблеми з електропостачанням.
Бериславський район:
м. Берислав: Всі системи забезпечення працюють (світло, водопостачання та газопостачання є). Аптеки, продуктові магазини, хлібозавод, лікарні та інші важливі структури функціонують. Інтернет та зв'язок в нормі (Укртелеком).
Інші селища та сільські територіальні громади:
- Енергопостачання, газопостачання та водопостачання у безперебійному стані;
- Проблема з борошном для випікання хліба відсутня;
- Є проблеми з хлібом та медикаментами в деяких районах.;
- Працюють лікарні та медичні заклади.[10]

##### 5 березня 2022 року
5 березня 2022 року Херсонська обласна державна адміністрація оприлюднила оперативну інформацію про ситуацію в районах Херсонщини. Основні деталі:
Знеструмлено: Загалом по області знеструмлено 38 населених пунктів повністю та 8 частково.
Бериславський район: Місто Берислав: Всі системи забезпечення працюють (світло, водопостачання та газопостачання є). Аптеки, продуктові магазини, хлібозавод та лікарні працюють. Інтернет та зв'язок відсутні.
Різні сільські територіальні громади (СТГ) мають різний стан енергопостачання, газопостачання та водопостачання. Проблеми з хлібом відсутні.
Бої на Херсонщині: Протягом декількох днів тривали бої. 1 березня окупанти зайшли в Херсон.
Обмеження прав: 2 березня російські військові висунули вимоги жителям міста. Права людей сильно обмежені, але Херсон залишається українським.
Телевежа та медіа: 3 березня російські військові захопили телевежу. Транслюють 24 російські теле– та 3 радіоканали.
Гумконвой та голод: Місто залишається в облозі. Глушать мобільний зв'язок і інтернет. Машини з продуктами та ліками не пускають. Російський гумконвой приїхав з Криму, але херсонці не отримали продуктів.
Мирний протест: Люди вийшли на площу Свободи, розташували машини з українською символікою і прогнали російські військові.
Гуманітарна ситуація: Знеструмлено 38 населених пунктів, проблеми з медикаментами та продуктами. Жителі громад роздають молоко. Відсутній зв'язок з деякими містами.
Фейк про зґвалтування: Інформація про зґвалтування окупантами є фейком.

##### 8 березня 2022 року
Станом на 10 ранку 8 березня 2022 року, в Херсонській області залишаються знеструмленими 33 населених пункти повністю та шість пунктів частково.
Ситуація в Бериславському районі:
м. Берислав: Всі системи забезпечення працюють (світло, водопостачання та газопостачання є). Аптеки, продуктові магазини, хлібозавод, лікарні та інші важливі структури також функціонують. Інтернет та зв'язок в нормі (Укртелеком).
Стабільне енергопостачання, газопостачання, водопостачання:
1.   Борозенська СТГ;
2.   Великоолександрівська СТГ;
3.   Високопільська СТГ;
4.   Кочубеївська СТГ;
5.   Милівська СТГ;
6.   Н. Воронцовська СТГ;
7.   Н. Олександрівська СТГ;
8.   Новорайська СТГ.

##### 9 березня 2022 року
Бериславський район: Місто Берислав: всі системи забезпечення працюють (світло, водопостачання та газопостачання є.
Аптеки, продуктові магазини, хлібозавод, лікарні та інші важливі структури також функціонують.
Мобільний зв'язок та Інтернет працюють частково.

##### 11 березня 2022 року
На 11 березня 2022 року в Херсонській області тривають роботи з відновлення газопостачання у населених пунктах, які постраждали внаслідок російського вторгнення. Ось основна інформація:
Новокаховський напрям: В місті Нова Каховка, Каховка, Берислав та Великий Рогачик аварійні пости працюють у черговому режимі. Аварійних дзвінків не було, але наразі доступу до ремонту мереж немає.

##### 16 березня 2022 року
На 17 березня 2022 року окупанти готували евакуацію жителів Високопілля за допомогою автобусів через так званий «зелений коридор» до Кривого Рогу та Берислава. Офіційного повідомлення від української влади щодо цієї евакуації не було. У повідомленні Юрія Самохвалова на сторінці Високопільської громади у Facebook зазначено, що офіційної евакуації не буде. Однак можливі два варіанти, які розглядають окупанти:
1.  Автобуси можуть бути використані як «живий щит» для проникнення на територію Кривого Рогу.
2.  Автобуси можуть вивезти населення на непідконтрольну окупантами територію.
Наразі на виїзді з Високопілля встановлені щонайменше три блокпости на основних автомобільних шляхах. Також повідомлення вказує на мародерство серед окупантів, які відбирають автомобілі з документами, грабують магазини та домівки.
У березні 2022 року, під час окупації, волонтер Андрій Селецький вирішив допомагати мирному населенню. Як історик за фахом та гід команди «ХерсON», він вирушав на своїй автівці з Нововоронцовки до різних точок України та області. Андрій організував евакуацію людей, доставляючи необхідні товари, медикаменти та гуманітарну допомогу. Навіть у віддалених селах, де він зустрічався з незнайомими, люди завжди готові були допомогти. Волонтер відчував підтримку та єдність, навіть коли війна наближалась до його рідного селища. Його місія — допомогти тим, хто потребує, і полегшити життя в умовах конфлікту.
21 березня російські окупаційні війська викрали міського голову міста О. М. Шаповалова та місцевого активіста.
22 березня Херсонська обласна прокуратура почала кримінальне провадження щодо викрадення мера Берислава та місцевого активіста, за фактом порушення законів та звичаїв війни (ч. 1 ст. 438 КК України).
25 березня віцепрем'єр–міністр — міністр з питань реінтеграції тимчасово окупованих територій України Ірина Верещук, заявила, що О. М. Шаповалова включено до списку полонених і, що Україна наполягає на негайному звільненні.
3 квітня, стало відомо, що мера Берислава О. М. Шаповалова звільнено з полону. Російська влада поставила свого «гауляйтера» Костюка А. М. директора бериславського пед коледжу.
З травня по серпень 2022 року через Берислав в сторону Давидового Броду проліг неофіційний маршрут виїзду українських громадян на підконтрольну Україні територію. Співробітники Школи № 1 Берислава ризикуючи життями допомагали тисячам подорожніх дістатися до підконтрольної Україні території, так як дорога через окупаційні блокпости була довга, небезпечна і складна багато подорожніх переселенців не хотіли на ніч повертатися до дому, але залишатися в автомобілях на ніч окупанти не дозволяли. Тому подорожні ночували на підлозі приміщень школи, а також харчувалися на території школи. Деякі переселенці в невдалих спробах виїхати залишалися на території школи до тижня. Дякуючи цій допомозі тисячам мешканцям Херсона, Білозерки, Чорнобаївки, Комишан, Антонівки, Олешок, Скадовська, Чаплинки, Генічеська та інших населенних пунктів вдалося безпечно дістатися вільної території.
18 липня ЗСУ повідомили про знищення російського складу з боєприпасами в районі тимчасово окупованого Берислава.
29 серпня Сергій Братчук, спікер Одеської ОВА та Володимир Літвінов, голова Бериславської райадміністрації повідомили про влучення у Бериславський машинобудівний завод, на території якого окупаційні війська розмістили свою живу силу разом з технікою та боєприпасами, того ж дня у Бериславі відбувся ще один удар по складу БК окупантів, внаслідок удару уражена місцева Школа № 3.
Станом на 1 листопада 2022 р. населений пункт залишався під окупацією, при цьому знаходячись близько до лінії фронту.
11 листопада 2022 року, під час контрнаступу ЗСУ, після 260 днів окупації, місто було звільнено від російських загарбників.